# Bělá u Jevíčka
Bělá u Jevíčka é uma comuna checa localizada na região de Pardubice, distrito de Svitavy.